# تيم يوستاس
تيموثي جيمس يوستاس (بالإنجليزية: Timothy James Eustace)‏ المعروف باسم تيم يوستاس (بالإنجليزية: Tim Eustace)‏ (من مواليد 27 ديسمبر 1956) هو مقوم عظام وسياسي أمريكي من الحزب الديمقراطي الأمريكي. شغل منصب رئيس بلدية من مايوود، نيوجيرسي. شغل منصب نائب في جمعية نيوجيرسي العامة ممثلاً المقاطعة التشريعية ال38 من 2012 إلى 2018.
تيم يوستاس مثلي الجنس علنا.

## النشأة
ولد يوستاس في باسايك، نيو جيرسي والتحق بمدرسة أكاديمية بلير في بلارستاون، نيو جيرسي، وتخرج في عام 1974؛ وتذكر لاحقًا تحديات نقل وسائل النقل العام من أكاديمية بلير إلى مقاطعة بيرغن. حصل على بكالوريوس العلوم في علم النفس في عام 1978 من كلية رامابو في ماهوا، نيوجيرسي. التحق يوستاس بكلية بنسلفانيا لتقويم العمود الفقري، وحصل على درجة الدكتوراه في عام 1985 وأصبح معالجًا مرخصا لتقويم العمود الفقري. كما شغل منصب رئيس غرفة التجارة في مايوود ونادي الروتاري المحلي.
يوستاس مثلي الجنس علنا. ودخل في علاقة غرامية مثلية لمدة 34 عامًا مع شريكه وزوجه لاحقًا كيفن ويليامز، مدير مايوود روتاري كينيا بروجكت، وقد ربيا طفلين معًا قبل وفاة ويليامز في يونيو 2015.
كان يوستاس وزوجه من بين الأزواج المثليين الأوائل الذين يتبنون أطفالًا في نيو جيرسي.

## الحياة السياسية
يوستاس عضو في الحزب الديمقراطي الأمريكي، وشغل منصب رئيس بلدية مايوود (2008-2012) لمدة أربع سنوات، وثلاث سنوات كرئيس لمجلس البلدة (2005-2008) وعقد في مجلس البلدة (1995-1997 و2001-2008). تم انتخابه في جمعية نيوجيرسي العامة في عام 2011 بعد إعادة رسم الخريطة التشريعية، مما جعله أول شخص مثلي الجنس يتم انتخابه فيها. انضم إلى عضو الجمعية ريد غوسكيورا الذي أعلن عن توجهه الجنسي أثناء وجوده في منصبه وفاز لاحقًا بإعادة انتخابه في المجلس التشريعي. فازت حملة تجميع يوستاس بدعم من صندوق نصرة المثليين والمثليات (بالإنجليزية: Gay & Lesbian Victory Fund)‏.
سعى يوستاس لإعادة انتخابه في عام 2013 وكانت المقاطعة هدفًا رئيسيًا لكلا الحزبين، اللذين أنفقا معًا 5.8 مليون دولار على الحملة الانتخابية لمقاعد المقاطعة الثلاثة، وهي واحدة من أعلى مبالغ الإنفاق لأي سباق تشريعي في تاريخ الولاية. أعيد انتخاب يوستاس بفارق ضئيل بعد أن أكدت إعادة فرز الأصوات أنه تغلب على المرشح عن الحزب الجمهوري جوزيف سكاربا ب35 صوتًا في سباق انتخابي اجتذب ما يقرب من 52,000 ناخب.
عمل يوستاس في الجمعية العامة في لجنة الرقابة التنظيمية (كنائب للرئيس) وفي لجنة الصحة والخدمات العليا وفي لجنة الدولة والحكومة المحلية.
برز يوستاس كمدافع صريح عن البيئة ومياه الشرب العامة؛ وحصل على درجة 114% في عام 2017 من بطاقة النتائج البيئية لمنظمة «كلين ووتر أكشن» (بالإنجليزية: Clean Water Action)‏، وهي الأعلى في الولاية. أعلن في ديسمبر 2017 أنه سيقدم مشروع قانون لجعل المياه النظيفة حقًا غير قابل للمصادرة في الولاية لجميع المواطنين.

### المنطقة 38
لكل منطقة من المناطق الأربعين في هيئة نيوجيرسي التشريعية ممثل واحد في مجلس شيوخ نيوجيرسي وعضوان في جمعية نيوجيرسي العامة. كان الممثلان الآخران عن الدائرة 38 للدورة التشريعية 2016-2017 هما:
- السناتور روبرت م. غوردون
- عضو الجمعية جوزيف لاغانا